# Shaving cream
Shaving cream is een lied dat werd geschreven door Benny Bell. Hij zette het in 1946 op een plaat onder het pseudoniem Paul Wynn en in 1975 op een single onder zijn eigen naam. Op de B-kant van de single staat het nummer The girl from Chicago.
In 1975 belandde zijn single in de Billboard Hot 100 op nummer 30. De single werd ook in verschillende andere Engelstalige landen uitgebracht en belandde in Nieuw-Zeeland op de 13e plaats.
Het is een novelty, ofwel een lied dat het van zijn merkwaardigheid moet hebben. Wat er bij dit lied speelt, is dat elk couplet qua rijm eindigt op shit, en hij de tekst net op het laatst ombuigt naar een net woord. Een citaat is als volgt:
I have a sad story to tell you
It may hurt your feelings a bit
Last night when I walked into my bathroom
I stepped in a big pile of ... shhhhh ... shaving cream
Het nummer werd enkele malen gecoverd, waaronder door The Cats (Colour us gold, 1969), de Jamaicaanse reggaeband The Fabulous Five Inc. (Troyan, 1975), de Amerikaanse noveltyzanger Dr. Demento (Dementia royale rhino, 1980) en volkszanger Dave Van Ronk (The mayor of MacDougal Street: Rarities 1957-69, 2005). De versie van The Cats belandde bijna 45 jaar later op nummer 906 van de Volendammer Top 1000.